# It Takes Two (Stevenson en Moy)
It Takes Two is een lied geschreven door William "Mickey" Stevenson en Sylvia Moy, dat in 1967 een hit werd voor de platenmaatschappij Motown Records van Berry Gordy. Producers waren Stevenson en Henry "Hank" Crosby.

## Marvin Gaye en Kim Weston
Stevenson en Moy schreven het in eerste instantie voor mevrouw Stevenson: Kim Weston. Zij nam het duet op met Marvin Gaye, met wie zij sinds 1964 een duo vormde nadat Mary Wells plotseling was vertrokken en Gaye's samenwerking met Oma Heard al snel was verbroken. Weston en Gaye hadden What Good Am I Without You opgenomen, maar waren nauwelijks actief als duo. Zij hielden zich vooral bezig met hun solocarrières, totdat het album Take Two op het toneel verscheen waarvan het titelnummer op single werd uitgebracht.
De opname van het liedje kwam gereed op 2 maart 1966 in Detroit. Ze werden begeleid door Motowns vaste sessiemuzikanten The Funk Brothers en er werd gebruikgemaakt van een apart opgenomen geluidsband van het Detroit Symphony Orchestra. Mickey Stevenson en Kim Weston, die ontevreden waren met hun positie binnen Motown, stapten kort hierna over naar het platenlabel MGM, waarbij verder succes uitbleef. Ook privé ging het niet goed: zij scheidden na enkele jaren. Na het vertrek van Kim Weston werd Marvin Gaye door Berry Gordy opnieuw gekoppeld aan een zangpartner, Tammi Terrell, met wie hij een reeks hits had die het succes van It Takes Two overtroffen. Terrell kon door ziekte echter na 1968 geen opnamen meer maken en stierf begin 1970.

### Hitnoteringen
It Takes Two verscheen op 25 augustus 1966 op het album Take Two en werd eind dat jaar als single in de VS uitgebracht. Het behaalde de 14e plaats in de Billboard Hot 100 en de 4e in de parallelle rhythm-and-blues-parade. Het betekende ook het eerste succes van Marvin Gaye in het Verenigd Koninkrijk, waar de release begin 1967 plaatsvond. Het stond 11 weken genoteerd met als hoogste plaats 16.

#### Nederlandse Top 40
In de Nederlandse Muziek Expres stond het plaatje drie maanden genoteerd.
| Positie: | 30 | 20 | 17 | 15' | 17 | 17 | 21 | 24 | 32 | 38 | uit |

#### NPO Radio 2 Top 2000
| Nummer met noteringen in de NPO Radio 2 Top 2000 | '99  | '00  |
| ------------------------------------------------ | ---- | ---- |
| It Takes Two                                     | 1920 | 1839 |

1. ↑  Een vetgedrukt getal geeft de hoogste notering aan.
2. ↑  Deze tabel is bijgewerkt tot en met de laatste editie (2024).

## Coverversies
Van het nummer is een tiental covers bekend. Naast Marvin Gaye en Kim Weston verschenen versies van Otis Redding en Carla Thomas, Donny Osmond en Marie Osmond, Marvin Gaye en Florence Lyles, Frankie Gaye en Kim Weston, Lee Towers en Anita Meyer, Debbie en Oscar Harris en Rod Stewart en Tina Turner. Een Franstalige versie verscheen van de hand van Claude François (Il faut être deux).

### Liz Kershaw
In 1989 verscheen er een versie ten behoeve van de liefdadigheidsinstelling Children in Need. Het plaatje volgezongen door Liz Kershaw en Bruno Brookes haalde er de Britse hitlijsten mee. Twee weken met een hoogste notering 53.

### Rod Stewart en Tina Turner
Het grootste succes was weggelegd voor het gelegenheidsduo Rod Stewart en Tina Turner. Onder leiding van muziekproducent Bernard Edwards van Chic namen zij hun gevoelige versies op. Er was een singleversie en een 12 inch-versie.

### Hitnotering
Deze single(s) haalden voornamelijk de Europese hitlijsten. Ook acht weken in de Britse top met hoogste notering nummer 5 was hun deel.

#### Nederlandse Top 40
| Positie: | 28 | 10 | 3 | 4 | 7 | 10 | 19 | 40 | uit |

#### NederlandseSingle Top 100
| Positie: | 41 | 13 | 4 | 3 | 3 | 11 | 22 | 42 | 61 | 88 | uit |

#### BelgischeBRT Top 30
| Positie: | 12 | 6 | 5 | 6 | 10 | 8 | 6 | 7 | 18 | 19 | uit |

#### VlaamseUltratop 50
| Positie: | 32 | 18 | 8 | 7 | 6 | 8 | 8 | 8 | 10 | 18 | 22 | 47 | uit |

#### NPO Radio 2 Top 2000
It Takes Two stond alleen in 2009 in de NPO Radio 2 Top 2000, op plek 1899.